# کرتون آیلند (واشینگتن)
کرتون آیلند (به انگلیسی: Ketron Island) یک منطقهٔ مسکونی در ایالات متحده آمریکا است که در شهرستان پیرس، واشینگتن واقع شده‌است. کرتون آیلند ۱۷ نفر جمعیت دارد.